# Bizdiñ Juldızdar 24
Bizdiñ Juldızdar 24 es un recopilatorio de 18 canciones en formato CD que recoge los mayores éxitos del KZPop en idioma kazajo dentro del el panorama musial de Kazajistán a finales del año 2007.

## Canciones
- 1. Seyfwllïn Jolbarıs – Maxabbat meyramı
- 2. Mädina Sadwakasova – Jawapsız maxabbat
- 3. Şamşınahar & Saken Mayğazïev – Sen ediñ
- 4. Dawren Sızdıkov – Sarı dala
- 5. Medew Arınbaev – Esimde
- 6. Aygül Ïmambaeva – Maxabbat munı
- 7. KZ – Oylay berme
- 8. Ayari – Men qolıñdamın
- 9. Manas, Almat Köşerbaevtar – Qızdar ay
- 10. LINER Tobı – Qızıljarım
- 11. Şamşınahar – Jüregımde
- 12. Aqerke Täjibaeva – Anağa Sagınış
- 13. Dr.MIRAN – Sagınış
- 14. Mädina Sadwakasova – Süyğen Jürek
- 15. Rustem Nawrız - Älqïssa
- 16. Anar Üsinbay – Almatı
- 17. DO – МИ – NO – Ayımay
- 18. Manas, Almat Köşerbaevtar – Qaragım ay